# Góra Stołowa (Południowa Afryka)
Góra Stołowa (afr. Tafelberg, ang. Table Mountain) – będąca symbolem Kapsztadu góra znajdująca się w północnej części łańcucha górskiego południowego krańca Przylądka Dobrej Nadziei (około 52 km długości i do 16 km szerokości).

## Charakterystyka
Góra Stołowa obejmuje obszar około 6500 ha (65 km²), z czego wierzchowina około 3 km². Najwyższym jej punktem jest kopiec kamieni usypany przez Thomasa Macleara w 1865 roku na potrzeby pomiarów triangulacyjnych. Znajduje się on na wysokości 1086 m nad poziomem morza. Po obu stronach góra ma charakterystyczne formacje: po wschodniej Diabli Szczyt (ang. Devil's Peak), a po zachodniej – Głowę Lwa (Lion’s Head). Wierzchołek Góry Stołowej często okrywają chmury.

## Geologia
Górna część Góry Stołowej składa się z odpornego na erozję ordowickiego piaskowca kwarcowego. Poniżej piaskowca znajduje się warstwa łatwo wietrzejących łupków łyszczykowych. Podstawa składa się z silnie pofałdowanych prekambryjskich łupków Malmesbury.

## Flora
Główną formacją roślinną występującą na Górze Stołowej jest fynbos charakterystyczny dla florystycznego państwa przylądkowego. Są to obszary chronione, wpisane na listę światowego dziedzictwa UNESCO.
Postępuje tam także rozprzestrzenianie się obcych gatunków, takich jak sosna nadmorska.

## Fauna

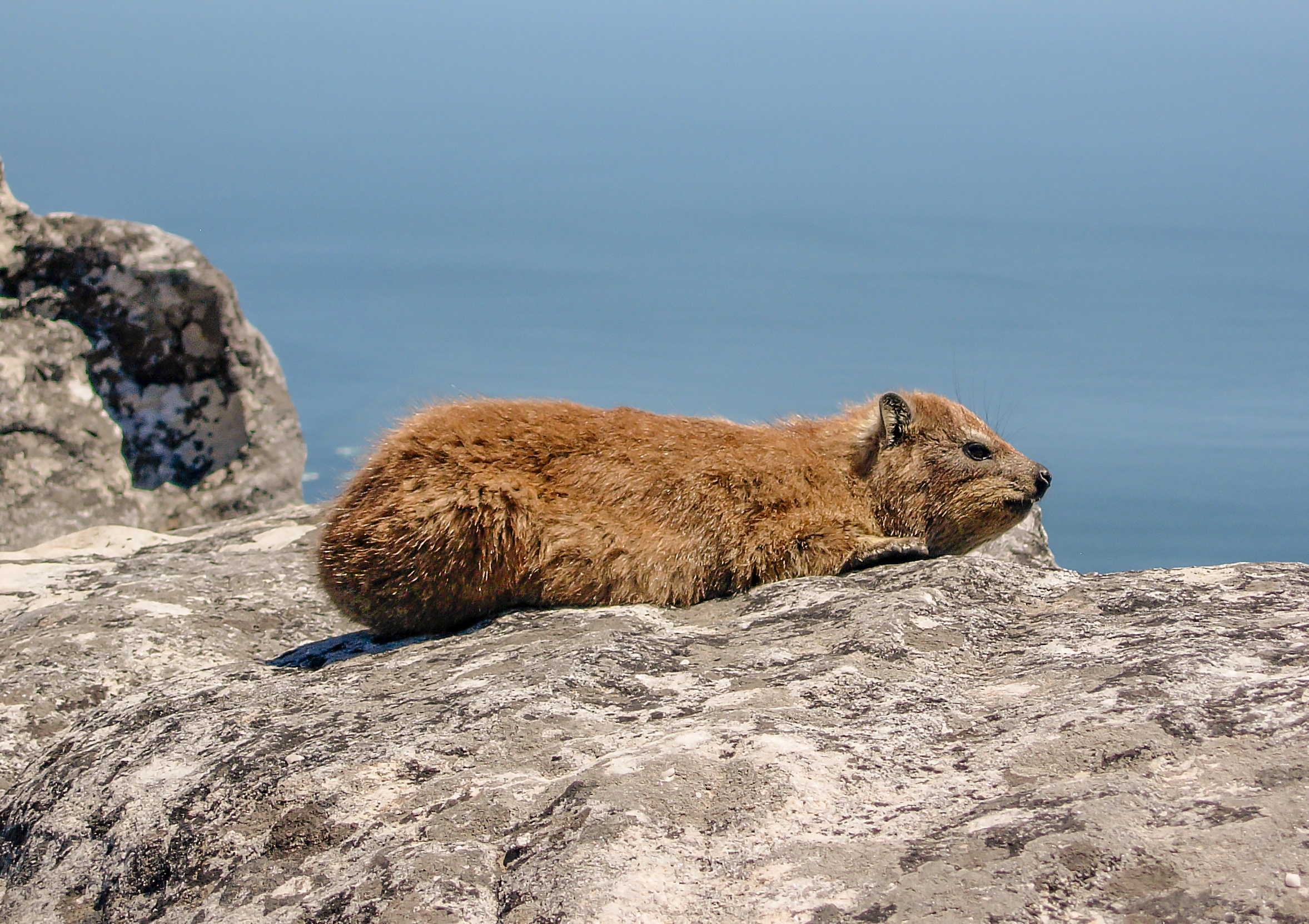
Góralek przylądkowy na skałach Góry Stołowej

Najczęściej spotykanym zwierzęciem, zwłaszcza w okolicach górnej stacji kolejki linowej, gdzie bywa dokarmiany przez turystów, jest góralek przylądkowy. Żyją tam także jeżozwierze, mangusty, węże i żółwie. Ostatni lew w tym rejonie został zastrzelony około roku 1802. Lamparty żyły tam do lat 20. XX w., ale obecnie uważa się je za lokalnie wymarłe. Spotykano tam również karakale i żbiki.
Tary himalajskie, które uciekły z pobliskiego ogrodu zoologicznego, żyły przez jakiś czas w niedostępnych górskich rejonach, ale zostały wyeliminowane jako obcy gatunek, aby umożliwić reintrodukcję rodzimych koziołków skalnych.

## Historia
Pierwotna nazwa nadana górze przez pierwszych mieszkańców brzmiała Hoeri 'kwaggo (morska góra).
Najstarsze znalezione ślady człowieka pierwotnego w okolicy mają ponad 600 000 lat. Są to m.in. narzędzia łowiecko-zbierackie znalezione w depresji w pobliżu Przylądka Dobrej Nadziei.
Pierwszym Europejczykiem, który w 1503 roku przypłynął w te rejony i wspiął się na Górę Stołową, był António de Saldanha.
W roku 1796, podczas brytyjskiej okupacji przylądka, gen. Sir James Craig polecił wybudować na terenie góry trzy blokhauzy: Blokhauz Królewski, Blokhauz Księcia Jorku (później nazwę zmieniono na Blokhauz Królowej) oraz Blokhauz Księcia Walii. Dwa z nich są dziś w ruinie. Blokhauz Królewski jest nadal w dobrym stanie.
Góra stała się częścią nowego Parku Narodowego Cape Peninsula w latach 90. XX w. W 1998 r. park przyjął nazwę Park Narodowy Góry Stołowej (Table Mountain National Park). W 2004 roku wpisano go na listę światowego dziedzictwa UNESCO w ramach zespołu obszarów chronionych Cape Floral. Park ma powierzchnię 221 km².

## Kolejka linowa

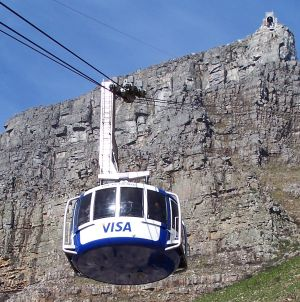
Kolejka linowa na Górę Stołową

Kolejka linowa na Górze Stołowej zabiera pasażerów z dolnej stacji Tafelberg Road położonej około 302 m n.p.m., na szczyt góry. Z górnej stacji kolejki roztacza się widok na Kapsztad, Zatokę Stołową i Robben Island oraz na Atlantyk.
Budowa kolejki rozpoczęła się w 1926 roku. Oficjalne otwarcie miało miejsce w 1929. W 1997 roku kolejka linowa została w znacznym stopniu zmodernizowana. Wprowadzono nowe wagoniki przewożące 65 zamiast – jak dotychczasowo – 25 osób. Na górnej stacji znajdują się sklepy z pamiątkami i restauracje. Są tam również piesze szlaki turystyczne o różnych długościach.

## Góra Stołowa w ikonografii i upamiętnienia

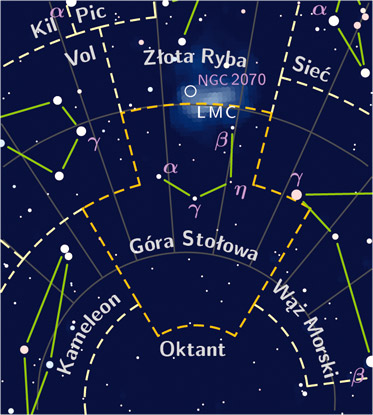
Gwiazdozbiór Góra Stołowa

Góra Stołowa stała się symbolem Kapsztadu, a jej uproszczony wizerunek (wraz z Diablim Szczytem i Głową Lwa) widnieje na fladze tego miasta.
Góra Stołowa jest jedynym obiektem na Ziemi, od którego wziął swą nazwę gwiazdozbiór – Gwiazdozbiór Góry Stołowej, oznaczony przez Nicolasa Louisa de Lacaille w roku 1751.